# تلزه ترمه
تلزه ترمه (به ایتالیایی: Telese Terme) یک کومونه در ایتالیا است که در استان بنونتو واقع شده‌است. تلزه ترمه ۹ کیلومتر مربع مساحت و ۵٬۷۴۰ نفر جمعیت دارد و ۵۵ متر بالاتر از سطح دریا واقع شده‌است.